# Brachyscelus macrocephalus
Brachyscelus macrocephalus är en kräftdjursart. Brachyscelus macrocephalus ingår i släktet Brachyscelus och familjen Lycaeidae. Inga underarter finns listade i Catalogue of Life.